# Shahrestān di Namin
Lo shahrestān di Namin (farsi شهرستان نمين) è uno dei 10 shahrestān della provincia di Ardabil, in Iran. Il capoluogo è Namin. Lo shahrestān è suddiviso in 3 circoscrizioni (bakhsh): 
- Centrale (بخش مرکزی)
- Vilkig (بخش ویلکیج), con capoluogo Abi Beyglu.
- 'Anbaran (بخش عنبران)